# Opéra Amato
Pour les articles homonymes, voir Amato (homonymie).
L'Opéra Amato de New York est une compagnie fondée par Tony Amato qui a proposé des spectacles lyriques entre 1948 et 2009.

## Création et débuts (1948-1959)[1]
Anthony Tony Amato (21 juillet 1920 - 13 décembre 2011) a créé, avec l'aide de sa femme Sally, soprano, en 1948 à New-York une petite compagnie d'opéra, baptisée "The Amato Opera Company". Les premiers spectacles ont été donnés dans l'auditorium de l'église Our Lady of Pompeii Church, sur Bleecker Street et Carmine Street, et également dans d'autres salles comme l'auditorium Kaufman sur la 92e rue, le Fashion Institute of Technology et l'auditorium de l'école Washington Irving à New York. En 1951, la compagnie s'est installée dans sa première salle permanente, au 159 Bleecker Street. Son répertoire reposait principalement sur les grands titres, avec quelques raretés comme la première américaine de l'opéra de Giuseppe Verdi Un giorno di regno. 
Le modèle économique était fragile : à cause de règles syndicales sévères, Amato a choisi dans un premier temps de ne pas faire payer les spectateurs auxquels un don était suggéré à l'entracte. 
Le théâtre de Bleeker Street ferma en 1959 mais la compagnie continua à produire des spectacles dans différents lieux de la ville, comme The Town Hall, salle de spectacle de Manhattan.

## Années 1960-2009
La compagnie s'est alors installée au 319 Bowery, avec une salle de 107 places dotée d'une petite scène et d'une fosse d'orchestre réduite, souvent occupée seulement par un piano dans une version réduite piano-chant, parfois par plusieurs musiciens dirigés par Amato lui-même. Chaque saison, l'opéra proposait 5 ou 6 opéras différents, avec des distributions changeantes. Tony Amato a aussi proposé des versions réduites pour les enfants baptisées "Opera-in-Brief", avec une narration permettant de suivre le déroulement de l'histoire.
L'opéra Amato a réussi à maintenir à un niveau très bas le prix des billets (1,80 $ en 1964, 3-4 $ en 1975, 23 $ en 1998, 35 $ en 2008). Certains grands artistes lyriques se sont produits en début de carrière sur la scène de l'Opera Amato comme Neil Shicoff et Tatiana Troyanos. Les critiques lyriques ont souvent été très positives pour les productions de l'Amato Opera, malgré la modestie des moyens. La qualité et la vérité théâtrale étaient soulignées, alors même que les temps de répétition étaient réduits, selon les témoignages de certains artistes.
Après la mort de sa femme, qui a chanté dans de très nombreuses productions maison, Tony Amato a annoncé la fermeture de son théâtre le 31 mai 2009, après une dernière représentation de l'opéra Les Noces de Figaro.
Après la fermeture, des artistes membres de la compagnie ou des membres du conseil d'administration de l'Opéra Amato ont ouvert d'autres théâtre lyriques dans le même esprit (Amore Opera, Bleecker Street Opera, Opera Theatre of Montclair).
Tony Amato est mort le 13 décembre 2011.